# Юность
Ю́ность — период развития человека, предшествующий зрелости. Социально-возрастная группа, определяемая этим периодом — юношество (молодёжь).

## Периодизация
Нет единого общепринятого мнения о временных рамках этого периода. Периодизация возрастных границ, существующая в обществе система возрастной стратификации, зависит от культуры и меняется со временем. В одной культуре в одно и то же время существуют различные подходы к определению рамок, в которых рассматривается юность.
Так, подростковый возраст обычно считается отдельным от юности, предшествующим ей этапом. Однако некоторые определения включают подростковый возраст как часть юности. Существуют и возрастные периодизации, вводящие между юностью и зрелостью дополнительный этап (молодость, взросление).
Представление о юности, как об отдельной переходной стадии в жизни человека не является общим для всех культур, в некоторых культурах переход от детства к зрелости заключается в коротком «ритуале посвящения».
Средневековое понимание юности, как и других возрастных этапов, больше ориентировалось на социальное положение. Так, холостяк мог считаться «юношей» независимо от возраста. В XVIII веке рост индивидуализма,
индивидуального самоопределения, в противоположность приспособлению к существующим порядкам, способствовал появлению нового, романтического, понимания юности, как эпохи «бури и натиска», «второго рождения». Книгу «Эмиль, или О воспитании» Жан-Жака Руссо (1762), где эти идеи были подробно изложены, называют «открытием» или «изобретением» юности.
Одним из вариантов определения юношеского возраста выступает период от 11 лет до 21 года.
Многие периодизации проводят верхнюю границу юности в районе 20-23 лет.
В границах юности могут выделяться ранняя юность (старший школьный возраст), и поздняя юность, соответствующая периоду жизни после окончания школьного обучения.
Происходящее изменение хронологических границ юности, её удлинение, связано, с одной стороны, с ускорением физического и полового созревания (акселерация), и с другой стороны, с удлинением периода обучения. Новые поколения молодёжи позже, чем в прошлом, начинают самостоятельную жизнь.

## Характерные особенности
К концу юношеского периода завершается общее физическое созревание и половое созревание организма, достигается физическая зрелость. Юноши и девушки достигают максимального роста (в среднем к 21 и к 17 годам, соответственно).
В психологическом развитии в этом периоде важную роль играют процессы самосознания и самоопределения, решаются задачи обретения самостоятельности, вступления во взрослую жизнь, профессионального самоопределения. Формируется целеполагание (способность строить жизненные планы), мировоззрение, общественная позиция. При нормальном развитии, в юности достигается социальная зрелость.
В юности уменьшается и преодолевается свойственная предшествующим этапам развития зависимость от взрослых. В отношениях со сверстниками увеличивается значение индивидуальных контактов и привязанностей по сравнению с коллективными формами общения, на фоне расширения круга общения и ощущения групповой принадлежности.